# Corydalis crystallina
Corydalis crystallina là một loài thực vật có hoa trong họ Anh túc. Loài này được (Torr. & A.Gray) Engelm. ex A.Gray mô tả khoa học đầu tiên năm 1867.